# Feuerbach-Viadukt
Der Feuerbach-Viadukt ist eine das Feuerbachtal im Stadtteil Zazenhausen der Landeshauptstadt Stuttgart überquerende Eisenbahnbrücke der Güterumgehungsbahn Stuttgart-Untertürkheim–Kornwestheim.

## Geschichte
Im Rahmen der Erbauung der als „Schusterbahn“ bezeichneten Umgehungsstrecke musste neben der Überquerung des Neckars mit dem Eisenbahnviadukt Stuttgart-Münster auch das Feuerbachtal überbrückt werden. Von 1884 bis 1896 wurde daher der erste Viadukt erbaut. Von 1902 bis 1904 erfolgte der zweigleisige Ausbau. Nach fast 90 Jahren der Nutzung traten am Viadukt massive Schäden auf, unter anderem mussten die Brückenpfeiler mit Bandagen gesichert werden. Aus diesem Grund und wegen der Streckenauslastung, der Sicherheitsaspekte, der Erhöhung der Streckengeschwindigkeit und des Lärmschutzes entschied man sich für einen Neubau. Die Planungen begannen 1977, die Planfeststellung erfolgte 1978 bis 1979. Der Neubau wurde neben dem alten Viadukt vom 22. Mai 1980 bis zum 20. September 1982 erbaut und am 18. Januar 1983 in Betrieb genommen. Im Anschluss wurde der alte Viadukt abgebrochen, die Fachwerkaufbauten aus Stahl wurden herabgehoben und die Brückenpfeiler gesprengt. Der neue Feuerbach-Viadukt war die erste in Betrieb befindliche Spannbeton-Talbrücke der Deutschen Bundesbahn.

## Konstruktion

### 1. Feuerbach-Viadukt
Bei der 1896 fertig gestellten ersten Brücke handelte es sich um eine Stahl-Fachwerkbrücke mit getrennten Überbauten für jedes Gleis. Die Aufbauten überbrückten mit zwei Betonpfeilern mit Buntsandsteinverkleidung eine Länge von 206 Metern. Die Fachwerkkonstruktion wurde von der Maschinenfabrik Esslingen erstellt. Insgesamt wog der Aufbau 1.720 Tonnen.

### 2. Feuerbach-Viadukt
In den Planungen wurden neben der ausgeführten Kastenträgerbrücke aus Spannbeton als Varianten auch eine neue Fachwerkbrücke sowie eine stählerne Blechträgerbrücke ausgearbeitet. Sowohl die Bevölkerung als auch die Stadt Stuttgart sprachen sich für den Stahlbetonentwurf aus, der aus Lärmschutzgründen mit einer Stahlbetonbrüstung versehen wurde. Die Brücke überspannt auf fünf Stahlbetonpfeilern eine Länge von 264 Metern, bei einer Breite von 10,66 Metern. Die Überbauten wiegen 9.600 Tonnen.

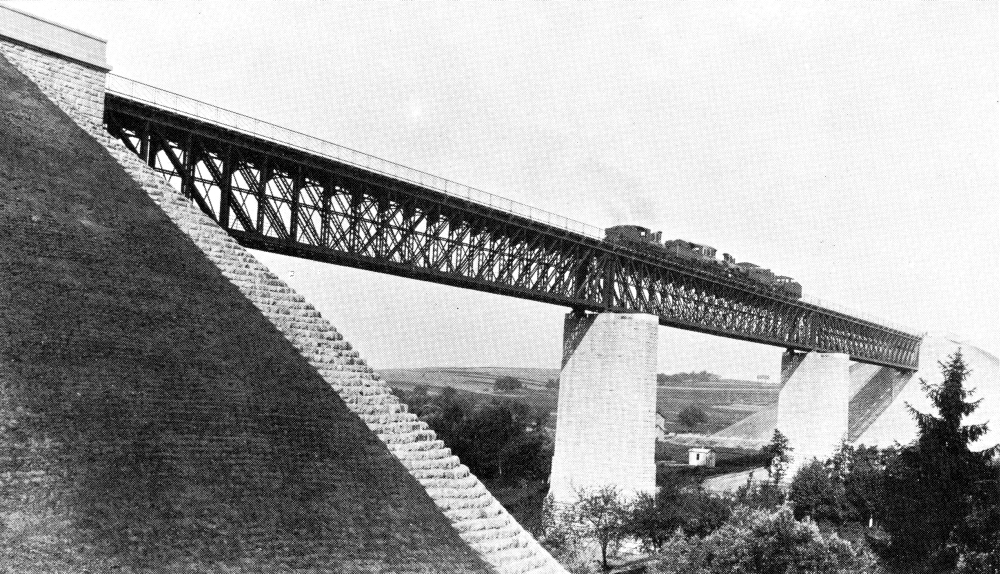
Altes Feuerbach-Viadukt (1896)
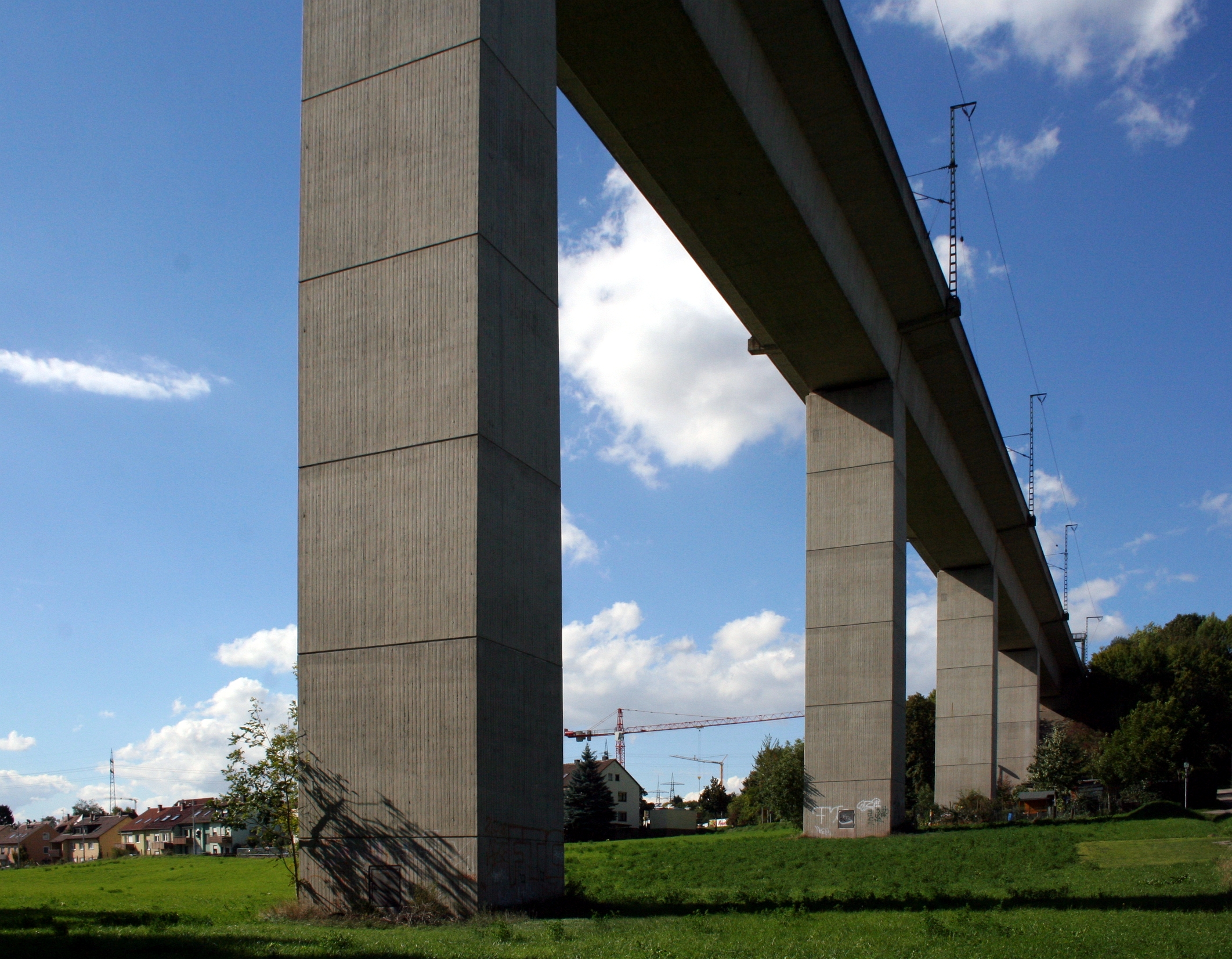
Unterseite Feuerbach-Viadukt (2010)